# Gods and Monsters (Lana Del Rey)
Gods and Monsters (o Gods & Monsters) è un brano musicale della cantautrice statunitense Lana Del Rey del 2012. 

## Descrizione
Il brano è contenuto nell'EP della cantante, Paradise, e nella riedizione del suo album Born to Die, ovvero Born to Die - The Paradise Edition, usciti entrambi nel 2012. La canzone compare anche nel cortometraggio Tropico (di cui Lana Del Rey è protagonista) e nell'omonimo EP.

## Tracce
Testi e musiche di Elizabeth Grant, Tim Larcombe.
1. Gods & Monsters – 3:58

## Formazione
Musicisti
- Lana Del Rey – voce
- Dan Heath – tromba
- Tim Larcombe – tastiera, chitarra, percussioni

Produzione
- John Davis – mastering
- Tim Larcombe – produzione
- Emile Haynie – produzione addizionale
- Dan Heath – arrangiamenti
- Robert Orton – missaggio

## Classifiche
| Classifica (2012-2014) | Pozione massima |
| ---------------------- | --------------- |
| Francia                | 92              |
| Regno Unito            | 39              |
| Stati Uniti (Rock)     | 15              |

## Cover di Jessica Lange
Nel 2014 l'attrice statunitense Jessica Lange ha realizzato una cover della canzone di Lana Del Rey per la serie televisiva American Horror Story. La cover è stata pubblicata come singolo il 22 ottobre 2014.